# Giánnis Kuzeloğlu
Giánnis Kuzeloğlu (nacido el 1 de abril de 1995 en Salónica, Grecia) es un jugador de baloncesto griego. Mide 2.07 metros de altura y juega en la posición de ala-pívot y su actual equipo es el AEK B.C. de la A1 Ethniki griega.

## Trayectoria deportiva
Kuzeloğlu comenzó su carrera en el baloncesto en la academia de baloncesto griega Mantoulidis. El 3 de septiembre de 2014, firmó un contrato de cuatro años con el equipo serbio del KK Partizan de la Liga Serbia de Baloncesto. En la temporada 2014-15, fue asignado al equipo juvenil del KK Partizan y jugaría cuatro partidos con el primer equipo.
El 26 de octubre de 2015, Kuzeloğlu finalizó su contrato con el conjunto serbio y dos días después, firmó por el Apollon Patras de la A1 Ethniki, donde jugó las siguientes dos temporadas. 
El 4 de julio de 2017, firmó con Lavrio B.C. de la A1 Ethniki, donde jugaría durante tres temporadas, siendo en la 2019-20 capitán del equipo.
El 20 de septiembre de 2020, firmó con el Aris B.C. de la A1 Ethniki, en el que promedió 10.5 puntos y 7.2 rebotes por partido en un total de 21 encuentros.
En 2021, firmó por el Élan Béarnais Pau-Orthez de la LNB Pro A.
El 24 de julio de 2021, regresó a Grecia para jugar en el Iraklis B.C. de la A1 Ethniki. 
El 31 de diciembre de 2021, finalizó su contrato con Iraklis B.C. y firmó por el AEK B.C. de la misma liga por el resto de la temporada. En 26 partidos ligueros (16 con el AEK y 10 con el Iraklis), promedió 9 puntos, 6 rebotes y 0,9 asistencias, jugando unos 23 minutos por partido.
El 24 de noviembre de 2022, Kuzeloğlu regreso al Lavrio B.C. de la A1 Ethniki.
El 27 de febrero de 2023, firma por el San Pablo Burgos de la Liga LEB Oro.
En la temporada 2023-24, firma por el AEK B.C. de la A1 Ethniki griega.

## Selección nacional
Con las selecciones juveniles de Grecia, jugó en el Campeonato FIBA Europa Sub-18 de 2013 y en el Campeonato FIBA Europa Sub-20 de 2014.
En 2020 hizo su debut con la Selección de baloncesto de Grecia. 